# Szászvári Fúvószenekar
A Szászvári Fúvószenekar a Baranya vármegye északkeleti részén fekvő Szászvár község több mint 35 éves múltra visszatekintő zenekara. Elődje, a Szászvári Úttörőzenekar 1969. szeptember 1-jén alakult, Auth Vilmos karnagy vezetésével.
A zenekar fennállásának több mint 35 éve alatt sok fúvóstalálkozón vett részt, a legfontosabbak:
- a '70-es években a Járási Úttörő Kulturális Versenyen,
- 1980-ban a III. Komlói Úttörőzenekari Találkozón,
- 1990-ben a VIII. Baranya Megyei Gyermek- és Ifjúsági Fúvószenekarok Találkozóján,
- 2000-ben pedig a IV. Nemzetközi Balatonfelvidéki Fúvószenekari Találkozón, Veszprémben.

A zenekar több éve rendszeres látogatója a Pécsváradon lebonyolított Gyermek- és Ifjúsági Fúvószenekarok Fesztiváljának, valamint a Szekszárdi Pünkösdi Fesztiválnak. A többször nevet, és karnagyot váltott zenekar több "arany" minősítést ért el, legutolsó oklevelét (nemzetközi "bronz" diploma) épp 2000-ben. Több ízben vállalt külföldi szerepléseket, a németországi Tübingenben, az ausztriai St. Radegundban, illetve Szerbiában, Zrenjaninban (Nagybecskerek).
A zenekart 1993 óta vezető Marócsik Dezső az utóbbi években a zenekar repertoárját felújította, a magyar és német indulók, polkák mellett helyet kaptak a szórakoztató darabok, filmzenék is. 2004-ben, a zenekar fennállásának 35. jubileuma után a Szászvári Ifjúsági Fúvószenekar új neve Szászvári Fúvószenekar lett, a szászvári iskola igazgatása alól az újonnan megalakult Szászvári Fúvószenekari Közhasznú Egyesület irányítása alá került, ezzel további lehetőségeket kapott hangszer- és kottaállományának bővítésére. 2004-től a zenekar évente két nagyobb önálló koncertet tervez; tavasszal egyet, amin az egész iskolai tanév időszakában gyakorolt darabok hangzanak el, illetve november végén, a szintén a zenekar által szervezett Katalin-bállal egybekötve.

## Fontosabb eredmények
- 2007: WASBE „A” kategóriában nemzetközi arany érem
- 2005: MAFUSZ koncertfúvós és szórakoztató kategóriában ezüst érem
- 2000: Balaton-Felvidéki Nemzetközi Fúvószenei Találkozón nemzetközi bronz érem

## Külső hivatkozások
- A zenekar honlapja